# Markel Fernández
Markel Fernández Soto (Sopela, Vizcaya, 6 de febrero de 2003) es un atleta español especializado en carreras de velocidad, sobre todo 400 metros.
Ganó una medalla de plata en el Campeonato Europeo de Atletismo en Pista Cubierta de 2025, en la prueba de 4 × 400 m.
Entrena en Zorroza, Bilbao,  con su entrenador Iago Hermida Benítez y corre para el club Alcampo Scorpio 71 de Zaragoza, al que pertenece desde 2023.
Realizó su educación obligatoria (ESO) y el bachillerato en Ander Deuna Ikastola, Sopela. Posteriormente, estudió un Grado Superior en Marketing y Publicidad en Harrobia Ikastola (Bilbao) y actualmente está cursando un Grado Superior en Gestión de Ventas y Espacios Comerciales (GVEC) en Politeknika Txorierri (Derio)

## Trayectoria deportiva
En 2021 debutó internacionalmente en el Campeonato de Europa Sub-20, donde no logró pasar de las series en la prueba individual ni en los relevos 4 x 400 m.
En 2022, después de proclamarse campeón de España sub-20 y hacer la mínima para el Campeonato del Mundo, participó en el Campeonato del Mundo Sub-20, ocupando un puesto de semifinalista en su prueba individual y finalista en el 4 x 400 m. En esta prueba batió el récord de España sub-20 junto a Ángel González, Alberto Guijarro y Gerson Pozo.
Su primera competición internacional absoluta fue el Campeonato Europeo en Pista Cubierta de 2023, que tuvo lugar en Estambul, ocupando un cuarto puesto en los relevos 4 x 400 m junto a Óscar Husillos, Lucas Búa y David García Zurita. Ese mismo año, participó en el Campeonato de Europa Sub-23 celebrado en Espoo (Finlandia), donde alcanzó la semifinal en los 400 metros y el sexto lugar en los relevos 4 x 400 m junto a Ángel González, Bernat Erta y Manuel Bea.
En 2024 compitió a nivel absoluto en Cuiabá (Brasil) en el Campeonato Iberoamericano de Atletismo absoluto, donde logró el octavo lugar en la final.
En 2025, consiguió el segundo puesto en el Campeonato de España Short Track, celebrado en el Centro deportivo municipal Gallur (Madrid). En el Campeonato de Europa de pista cubierta, celebrado en Apeldoorn (Países Bajos), corrió la semifinal en los 400 metros con una marca de 46.19, su mejor marca personal y nuevo récord de Euskadi absoluto. En la prueba de relevos 4 × 400 m, corrió junto a Óscar Husillos, Bernat Erta y Manuel Guijarro, consiguiendo el subcampeonato de Europa absoluto y batiendo el récord de España de 4 × 400 m short track con un tiempo de 3:05.18. También acudió al Campeonato del Mundo de pista cubierta, celebrado en Nankín (China), pero fue baja de última hora por un problema médico. Ese mismo año, fue convocado por la selección española para los World Athletics Relays, celebrados en Cantón (China). Participó en la prueba de 4 x 400 m masculino, formando equipo con Gerson Pozo, Manuel Guijarro y Julio Arenas, sin conseguir clasificarse para la final. en el Campeonato de Europa Sub-23, en cambio, ganó la medalla de oro, con nuevo récord de Europa sub-23, en el relevo 4 × 400 m que formó con David García, Ángel González y Gerson Pozo, además de quedar sexto en la prueba individual de 400 m.

## Palmarés internacional
| Campeonato Europeo en Pista Cubierta | Campeonato Europeo en Pista Cubierta | Campeonato Europeo en Pista Cubierta | Campeonato Europeo en Pista Cubierta |
| Año                                  | Lugar                                | Medalla                              | Prueba                               |
| ------------------------------------ | ------------------------------------ | ------------------------------------ | ------------------------------------ |
| 2025                                 | Apeldoorn (Países Bajos)             | Medalla de plata                     | 4 × 400 m                            |

| Campeonato Mediterraneo Sub-23 en Pista Cubierta | Campeonato Mediterraneo Sub-23 en Pista Cubierta | Campeonato Mediterraneo Sub-23 en Pista Cubierta | Campeonato Mediterraneo Sub-23 en Pista Cubierta |
| Año                                              | Lugar                                            | Medalla                                          | Prueba                                           |
| ------------------------------------------------ | ------------------------------------------------ | ------------------------------------------------ | ------------------------------------------------ |
| 2023                                             | Valencia (España)                                | Medalla de oro                                   | 400m                                             |

## Resultados internacionales
| Año  | Competición                                      | Sede      | Puesto           | Prueba    | Marca   |
| ---- | ------------------------------------------------ | --------- | ---------------- | --------- | ------- |
| 2021 | Campeonato Europeo Sub-20                        | Tallin    | 22.º (s.)        | 400 m     | 48,58   |
| 2021 | Campeonato Europeo Sub-20                        | Tallin    | 13.º (s.)        | 4 × 400 m | 3:17.81 |
| 2022 | Campeonato Mundial Sub-20                        | Cali      | 16.º (sf.)       | 400 m     | 46,88   |
| 2022 | Campeonato Mundial Sub-20                        | Cali      | 4.º (f)          | 4 × 400 m | 3:06.91 |
| 2023 | Campeonato Mediterraneo Sub-23 en pista cubierta | Valencia  | Medalla de oro   | 400 m     | 46,99   |
| 2023 | Campeonato Europeo en pista cubierta             | Estambul  | 4.º              | 4 × 400 m | 3:06.87 |
| 2023 | Campeonato Europeo Sub-23                        | Espoo     | 13.º (sf.)       | 400 m     | 46,92   |
| 2023 | Campeonato Europeo Sub-23                        | Espoo     | 6.º              | 4 × 400 m | 3:05.68 |
| 2024 | Campeonato Iberoamericano de Atletismo           | Cuiabá    | 8.º              | 400 m     | 47,77   |
| 2025 | Campeonato Europeo en pista cubierta             | Apeldoorn | 8.º (sf.)        | 400 m     | 46,82   |
| 2025 | Campeonato Europeo en pista cubierta             | Apeldoorn | Medalla de plata | 4 x 400 m | 3:05.18 |
| 2025 | Campeonato Mundial en pista cubierta             | Nankín    | DNS (s.)         | 400 m     | --      |
| 2025 | Relevos Mundiales                                | Cantón    | 15.º (r.)        | 4 x 400 m | 3:02.12 |
| 2025 | Campeonato de Europa Sub-23                      | Bergen    | 6.º              | 400 m     | 46.02   |
| 2025 | Campeonato de Europa Sub-23                      | Bergen    | Medalla de oro   | 4 × 400 m | 3:02.02 |

1. ↑  En categoría sub-20
2. ↑  46,19  en series
3. ↑  En categoría sub-23

## Mejores marcas personales
| Prueba     | Marca        | Lugar     | Fecha               |
| ---------- | ------------ | --------- | ------------------- |
| 200 metros | 20.77 (+0.7) | Bilbao    | 29 de junio de 2025 |
| 400 metros | 45.47        | Tarragona | 2 de agosto de 2025 |
| 800 metros | 1:53.01      | Durango   | 22 de mayo de 2021  |

| Prueba     | Marca   | Lugar         | Fecha               |
| ---------- | ------- | ------------- | ------------------- |
| 200 metros | 21.79   | San Sebastián | 30 de enero de 2022 |
| 400 metros | 46.19   | Apeldoorn     | 14 de marzo de 2025 |
| 800 metros | 1:55.73 | San Sebastián | 16 de enero de 2021 |